# 1996 VN5
1996 VN5 är en asteroid i huvudbältet som upptäcktes den 14 november 1996 av den japanska astronomen Takeshi Urata vid Nihondaira-observatoriet.
Asteroiden har en diameter på ungefär 11 kilometer.